# ヴェノム:ザ・ラストダンス
『ヴェノム：ザ・ラストダンス』（原題：Venom: The Last Dance）は、マーベル・コミックスのキャラクター「ヴェノム」をベースにした、2024年のアメリカ合衆国のスーパーヒーロー映画。
『ヴェノム』（2018年）、『ヴェノム:レット・ゼア・ビー・カーネイジ』（2021年）の続編であり、「ソニーズ・スパイダーマン・ユニバース」（SSU）の5作目。監督・脚本はケリー・マーセルが務め、トム・ハーディが出演する。コロンビア ピクチャーズとマーベルが共同で製作し、ソニー・ピクチャーズが配給する。2024年10月25日に米公開。

## あらすじ
敏腕記者のエディ・ブロックと、彼の身体に寄生する地球外生命体シンビオートのヴェノムは、カーネイジとの戦いでパトリック・マリガン刑事の殺害容疑をかけられ追われる身となり、当てもなく放浪していた。エディは自らの無実を証明するため、知り合いに会いにニューヨークへ向かうことを決意。ところがその道中で、正体不明の怪物による襲撃を受ける。その怪物は「ゼノファージ」といい、ヴェノムたちシンビオートの生みの親であるヌルと呼ばれる存在が放った刺客であった。宇宙の果てに封印されているヌルは、自身を解放するため「コーデックス」という鍵を探し求めていた。コーデックスはシンビオートが宿主を蘇生した際に生成されるものであり、かつてライオットに致命傷を負わされたエディを救ったヴェノムはそのコーデックスを保有しているため、ヌルに狙われているのだという。
一方、エリア51の軍事施設ではシンビオートの研究が秘密裏に行われていた。そこには、シンビオートによって生きながらえたマリガンの姿もあった。エリア51所属の兵士であるストリックランドは、マリガンに寄生したシンビオートから、ヌルがこの世界に訪れようとしていること、そしてコーデックスをエディとヴェノムが持っており、どちらかが死なない限りコーデックスは存在し続け、世界に破滅が訪れることを知る。
ストリックランドはヴェノムの確保とエディの殺害のため動き出す。ヌルの刺客・ゼノファージはコーデックスを感知してどこからともなく襲ってくる。2つの勢力に追われることになったエディとヴェノムは、地球の命運をかけた最後の戦いに臨むことになる。

## キャスト
エディ・ブロック / ヴェノム
演 - トム・ハーディ、日本語吹替 - 諏訪部順一（エディ） / 中村獅童（ヴェノム）
ヴェノムの宿主である敏腕記者。ヴェノムと共に別世界に一時転送されたものの、元の世界に帰還。警察やゼノファージなどから追われている身であることを知りヴェノムと逃避行を繰り広げることとなる。
レックス・ストリックランド
演 - キウェテル・イジョフォー、日本語吹替 - 斉藤次郎
エディとヴェノムを追跡し、シンビオート達を捕獲しようとしている軍の兵士。
テディ・ペイン博士
演 - ジュノー・テンプル、日本語吹替 - 恒松あゆみ
エディとヴェノムを追跡するエリア51で働く科学者。幼い頃に兄を亡くしている。本作のクライマックスである紫色のシンビオート・アゴニー の宿主となる。
マーティン・ムーン
演 - リス・エヴァンス、日本語吹替 - 内田直哉
エイリアン愛好家で一家の父のヒッピー。
パトリック・マリガン
演 - スティーヴン・グレアム、日本語吹替 - 森川智之
ニューヨーク市警の刑事。フランシスとの戦いの末重傷を負うが、後にある青緑色のシンビオートの宿主となる。
チェン
演 - ペギー・ルー、日本語吹替 - 田村聖子
ラスベガスを訪れていたエディが偶然出会った、行き着けのコンビニエンスストアの店主。
セイディ・クリスマス
演 - クラーク・バッコ、日本語吹替 - 鶏冠井美智子
エリア51にてレックスの下で働く科学者。一時的にある深緑色のシンビオート・ラッシャーの宿主となる。
ノヴァ・ムーン
演 - アラナ・ユーバック、日本語吹替 - 斎藤恵理
マーティンの妻。
ヌル
演 - アンディ・サーキス、日本語吹替 - 大塚明夫
ヴェノムなどのシンビオートを造った創造主。何処かから自身の復活の為に地球にゼノファージを送り込む。サーキスはモーションキャプチャでヌルを演じた。
エコー・ムーン
演 - ハラ・フィンリー、日本語吹替 - 瀬戸麻沙美
マーティンの娘。
リーフ・ムーン
演 - Dash McCloud、日本語吹替 - 悠木碧
マーティンの息子。
バーテンダー
演 - クリスト・フェルナンデス、日本語吹替 - 野津山幸宏
演じたフェルナンデスはエディらが送られた世界のバーテンダーとエディの世界のバーテンダーをそれぞれ演じている。
インペリウムのトップ
声 - リード・スコット、日本語吹替 - 桐本拓哉

## 評価
Rotten Tomatoesによれば、208件の評論のうち高評価は41%にあたる85件で、平均点は10点満点中4.7点、批評家の一致した見解は「いつもそれなりに面白いトム・ハーディは『ヴェノム:ザ・ラストダンス』に十分なカリスマ性を注入しているが、作品自体はその複雑なトーンの野心に屈している。」となっている。
Metacriticによれば、46件の評論のうち、高評価は6件、賛否混在は28件、低評価は12件で、平均点は100点満点中41点となっている。

## ホームメディア
HappinetよりDISCの販売とネットの配信が行われている。
- 『ヴェノム:ザ・ラストダンス』4K UHD+Blu-ray 発売日：2025年3月26日予定 品番:SPUF-1026
- 『ヴェノム：ザ・ラストダンス　プレミアム・スチールブック・エディション』4K UHD+Blu-ray 発売日：2025年3月26日予定 品番:SPUF-1027
- 『ヴェノム:ザ・ラストダンス』Blu-ray+DVDセット 発売日：2025年3月26日予定 品番:SPXF-1026
- 『ヴェノム:ザ・ラストダンス』DVD:レンタル専用 発売日：2025年3月26日予定 品番:SPDRJ-10026